# Herman Rutters
Herman Jan Hendrik Rutters (Amsterdam, 22 december 1879 – Maastricht, 14 april 1961) was een muziekjournalist.
Hij was zoon van Hendrik Rutters (kapitein op de koopvaardij en sleepdienst) en Helena Louiza Henderika Stoelman. Hijzelf was getrouwd met onderwijzeres Petronella Paulina Audretsch. Het huwelijk bleef kinderloos.
Zijn opleiding wees op een baan in de actieve muziekwereld. Hij kreeg een opleiding van Bernard Zweers binnen muziektheorie en compositieleer. Hij studeerde verder piano bij Karel Philip Mönch en viool bij M. Wolters en Johannes Cornelis Dudok (vader van architect Willem Dudok).
Alvorens zich te wenden tot de journalistiek was hij enige tijd werkzaam als cellist bij de Nederlandse Opera van Cornelis van der Linden. In 1903 werd hij tweede muziekverslaggever bij dagblad De Telegraaf, een functie die hij in 1906 inwisselde voor muziekredacteur van De Nieuwe Courant in Den Haag. In 1915 aanvaardde hij dezelfde functie in Amsterdam, ditmaal was het Algemeen Handelsblad zijn werkgever en ging wonen aan de Valeriusstraat 144 en vanaf 1939 aan de Stadionkade. Hij schreef voorts artikelen voor muziektijdschriften (Caecilia en De Muziek) en was daar ook samen met Eduard Reeser redacteur. Hij schreef ook de rubriek Muziekkronieken voor het Algemeen Handelsblad. Van zijn hand verschenen publicaties over Richard Strauss en Gustav Mahler (Mannen en vrouwen van beteekenis). Hij probeerde de muziek van deze jonge componisten, als ook de oudere Anton Bruckner vaker op de lessenaar te krijgen. Hij was ook enige tijd redacteur van het blad Het Orgel. Pedagogisch van opzet waren ook zijn radiotoespraken via de Vpro-radio, die gebundeld werden in De muziek als geestelijk element in de beschaving.
Deze functies combineerde hij met een docentschap aan de muziekschool M.U.S.I.C.A. in Den Haag en het Muzieklyceum in Amsterdam. Hij leidde cursussen aan de Volks-Universiteit Amsterdam en gaf lezingen over muziek in die stad. Van 1920 tot 1922 was hij algemeen voorzitter van de Nationale Vereeniging voor den Volksmuziek en in 1921 ook voorzitter van het Centraal Bureau van den Nederlandsche Volkszangbond. Hij was verder bestuursmatig betrokken bij de Nederlandsche Toonkunstenaars Vereeniging, als ook voorzitter van Muziek en Religie.
In 1948 vestigde hij zich in Ermelo en vanaf 1952 in Maastricht, van waaruit hij ondanks zijn pensioen muziekkritieken bleef schrijven.

Voor zijn werkzaamheden werd hij in 1954 benoemd tot ridder in de Orde van Oranje-Nassau, al eerder was hij benoemd tot erelid van de Nederlandse Bachvereniging en kreeg hij de Brucknermedaille van het Internationale Bruckner-Gesellschaft. Hij overleed in het Ziekenhuis Sint Annadal in Maastricht en werd begraven op Zorgvlied in Amsterdam. Het Algemeen Handelsblad schreef op 17 april 1961:
"Er is tussen de twee wereldoorlogen geen figuur onder de Amsterdamse muziekcritici aan te wijzen die een grotere invloed heeft gehad op het vormen van de opinie"
- Biografisch Portaal: 34065948
- Digitale Bibliotheek voor de Nederlandse Letteren: rutt010
- Library of Congress Control Number: no2011089566
- Nationale Bibliotheek van Israël: 987007417424405171
- Virtual International Authority File: 171840856